# Verrerie de Souvigny

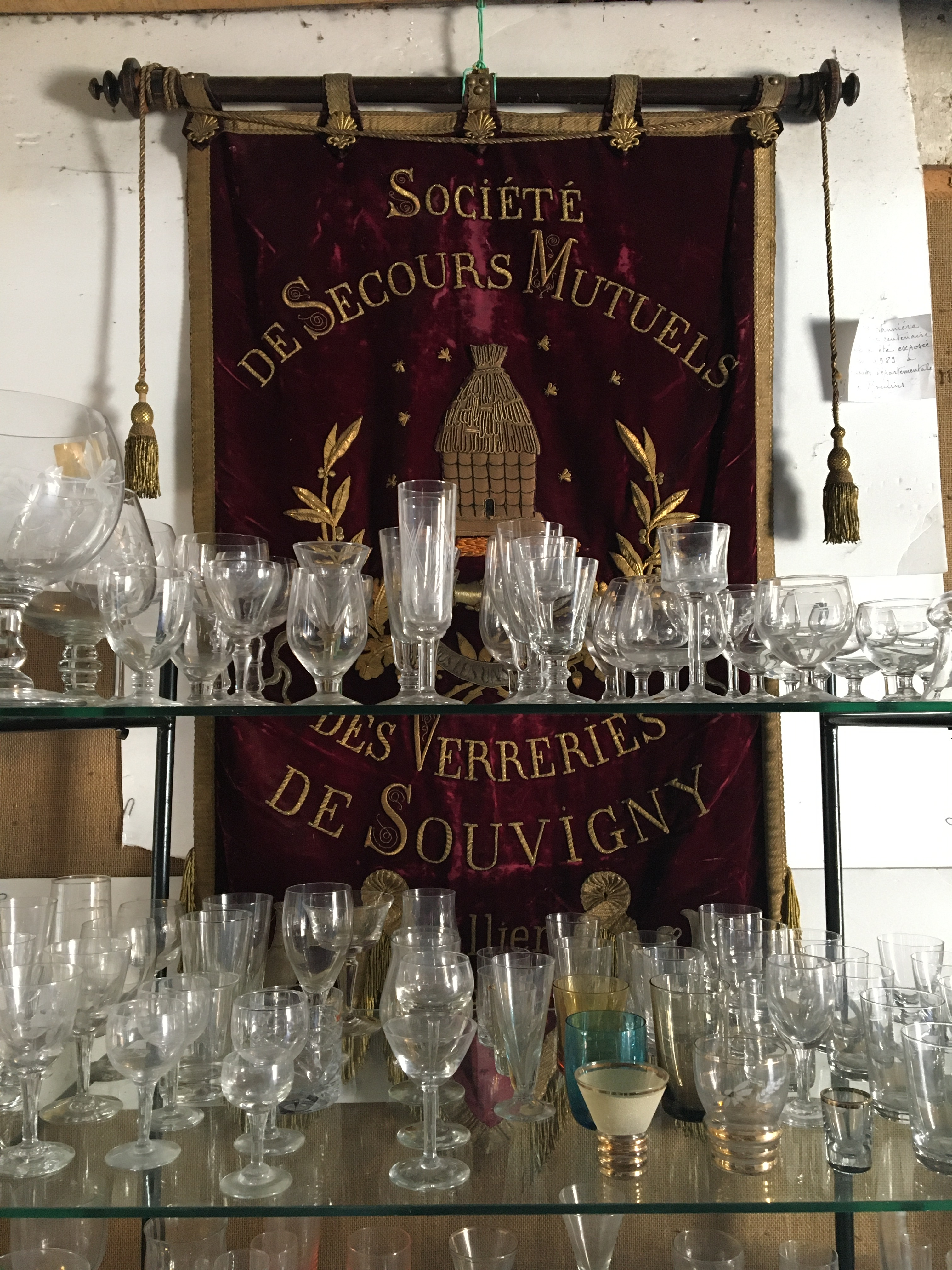

 La Verrerie de Souvigny est une verrerie française, créée au XVIIIe siècle et aujourd'hui fermée, qui se trouvait à Souvigny (Allier).

## Histoire
La verrerie a été créée en 1755 à la suite d'une ordonnance royale. Au XIXe siècle, elle comportait deux installations, avec fours, dont l'une – la Vieille verrerie – se trouvait en bas du bourg et l'autre – la Verrerie Saint-Éloi – dans la partie haute.
Dans les années 1860, elle avait à sa tête Antoine Pocheron (1821-1877), inventeur d'un four de cuisson de verrerie sans pots ni creusets (breveté en 1866).
Vers 1975, elle employait plus de 200 personnes, mais des difficultés liées à la concurrence de l'industrie verrière fortement mécanisée l'ont amenée à fermer ses portes dès la fin 1979.
La présence dans le département de l'École nationale du verre, créée en 1963 au lycée Jean-Monnet d'Yzeure, est en rapport avec cette verrerie.
Une exposition s'est tenue à Souvigny à l'été 2010 sur cette verrerie et les anciennes verreries de l'Allier.

## Sources
- Cahiers bourbonnais, n° 213, 2010, p. 89.